# Nérac
Pour les articles homonymes, voir Nérac (homonymie).
Nérac est une commune du Sud-Ouest de la France, située dans le département de Lot-et-Garonne (région Nouvelle-Aquitaine).
Ses habitants sont appelés les Néracais et Néracaises.

## Géographie

### Localisation
Ville fleurie située en Gascogne dans les landes de Lot-et-Garonne et le pays d'Albret.
C'est le chef-lieu d'un arrondissement couvrant le sud-ouest du département.

### Communes limitrophes
Les communes limitrophes sont Feugarolles, Andiran, Barbaste, Calignac, Espiens, Fieux, Fréchou, Lasserre, Lavardac et Réaup-Lisse.
| Lavardac            | Feugarolles (par un quadripoint) | Espiens         |
| Barbaste            | Nérac                            | Calignac        |
| Réaup-Lisse Andiran | Fréchou                          | Fieux, Lasserre |

### Hydrographie
La commune est traversée par la Baïse, bordée à l'ouest par la Gélise. Ces deux cours d'eau confluent au niveau de Barbaste et Lavardac, puis la Baïse se jette dans la Garonne à une dizaine de kilomètres au nord, à Saint-Léger.

### Climat
Pour des articles plus généraux, voir Climat de la Nouvelle-Aquitaine et Climat de Lot-et-Garonne.
Historiquement, la commune est exposée à un climat océanique aquitain.  
En 2020, Météo-France publie une typologie des climats de la France métropolitaine dans laquelle la commune est exposée à un climat océanique altéré et est dans la région climatique Aquitaine, Gascogne, caractérisée par une pluviométrie abondante au printemps, modérée en automne, un faible ensoleillement au printemps, un été chaud (19,5 °C), des vents faibles, des brouillards fréquents en automne et en hiver et des orages fréquents en été (15 à 20 jours).
Pour la période 1971-2000, la température annuelle moyenne est de 13,5 °C, avec une amplitude thermique annuelle de 15,5 °C. Le cumul annuel moyen de précipitations est de 760 mm, avec 10,1 jours de précipitations en janvier et 6,5 jours en juillet. Pour la période 1991-2020, la température moyenne annuelle observée sur la station météorologique installée sur la commune est de 13,9 °C et le cumul annuel moyen de précipitations est de 735,7 mm,. Pour l'avenir, les paramètres climatiques de la commune estimés pour 2050 selon différents scénarios d'émission de gaz à effet de serre sont consultables sur un site dédié publié par Météo-France en novembre 2022.
| Mois                                  | jan.          | fév.           | mars        | avril         | mai         | juin          | jui.          | août          | sep.          | oct.          | nov.          | déc.        | année      |
| ------------------------------------- | ------------- | -------------- | ----------- | ------------- | ----------- | ------------- | ------------- | ------------- | ------------- | ------------- | ------------- | ----------- | ---------- |
| Température minimale moyenne (°C)     | 2,7           | 1,9            | 4,3         | 7             | 10,2        | 13,7          | 15,3          | 15            | 11,9          | 9,2           | 6,2           | 3,4         | 8,4        |
| Température moyenne (°C)              | 6,3           | 6,9            | 9,8         | 12,9          | 16,1        | 19,7          | 21,8          | 21,8          | 18,8          | 14,9          | 10,3          | 7,1         | 13,9       |
| Température maximale moyenne (°C)     | 10            | 12             | 15,4        | 18,8          | 22          | 25,6          | 28,3          | 28,6          | 25,6          | 20,6          | 14,4          | 10,9        | 19,4       |
| Record de froid (°C) date du record   | −9,7 19.01.17 | −14,5 09.02.12 | −6 08.03.10 | −2,5 07.04.08 | −1 06.05.19 | 5,5 01.06.11  | 7,9 15.07.16  | 5 31.08.10    | 2,5 25.09.08  | −3 30.10.12   | −5,8 28.11.13 | −8 26.12.10 | −14,5 2012 |
| Record de chaleur (°C) date du record | 18,7 30.01.13 | 25,8 27.02.19  | 26 15.03.12 | 29,6 17.04.13 | 32 24.05.10 | 38,6 29.06.19 | 40,4 23.07.19 | 40,5 20.08.11 | 36,9 12.09.16 | 31,3 13.10.19 | 25,1 07.11.15 | 20 08.12.10 | 40,5 2011  |
| Précipitations (mm)                   | 65,2          | 45,9           | 50,4        | 69,4          | 70,8        | 69            | 49,7          | 53,4          | 60,9          | 60,3          | 72,9          | 67,8        | 735,7      |

## Urbanisme

### Typologie
Au 1er janvier 2024, Nérac est catégorisée bourg rural, selon la nouvelle grille communale de densité à sept niveaux définie par l'Insee en 2022.
Elle appartient à l'unité urbaine de Nérac, une agglomération intra-départementale regroupant quatre  communes, dont elle est ville-centre,,. Par ailleurs la commune fait partie de l'aire d'attraction de Nérac, dont elle est la commune-centre,. Cette aire, qui regroupe 17 communes, est catégorisée dans les aires de moins de 50 000 habitants,.

### Occupation des sols

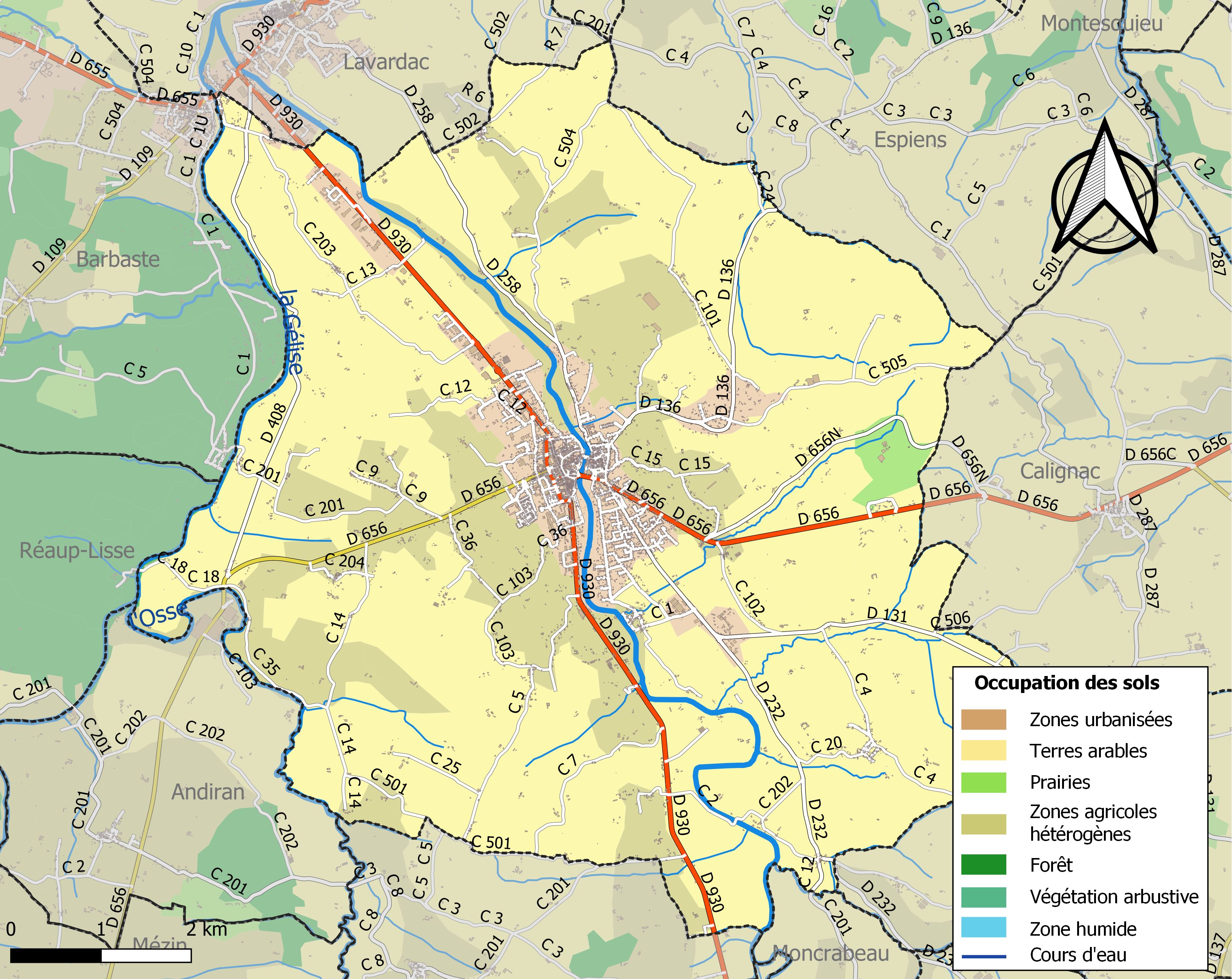
Carte des infrastructures et de l'occupation des sols de la commune en 2018 (CLC).

L'occupation des sols de la commune, telle qu'elle ressort de la base de données européenne d’occupation biophysique des sols Corine Land Cover (CLC), est marquée par l'importance des territoires agricoles (92,2 % en 2018), en diminution par rapport à 1990 (95 %). La répartition détaillée en 2018 est la suivante : 
terres arables (70,6 %), zones agricoles hétérogènes (19,4 %), zones urbanisées (5,5 %), zones industrielles ou commerciales et réseaux de communication (1,8 %), cultures permanentes (1,3 %), prairies (0,9 %), espaces verts artificialisés, non agricoles (0,4 %), forêts (0,2 %). L'évolution de l’occupation des sols de la commune et de ses infrastructures peut être observée sur les différentes représentations cartographiques du territoire : la carte de Cassini (XVIIIe siècle), la carte d'état-major (1820-1866) et les cartes ou photos aériennes de l'IGN pour la période actuelle (1950 à aujourd'hui).

### Risques majeurs
Le territoire de la commune de Nérac est vulnérable à différents aléas naturels : météorologiques (tempête, orage, neige, grand froid, canicule ou sécheresse), inondations, mouvements de terrains et séisme (sismicité très faible). Il est également exposé à deux risques technologiques,  le transport de matières dangereuses et  le risque industriel. Un site publié par le BRGM permet d'évaluer simplement et rapidement les risques d'un bien localisé soit par son adresse soit par le numéro de sa parcelle.

#### Risques naturels
Certaines parties du territoire communal sont susceptibles d’être affectées par le risque d’inondation par une crue à  débordement lent de cours d'eau, notamment la Baïse, la Gélise et l'Osse. La commune a été reconnue en état de catastrophe naturelle au titre des dommages causés par les inondations et coulées de boue survenues en 1982, 1990, 1999, 2003, 2009, 2014 et 2021,.
Les mouvements de terrains susceptibles de se produire sur la commune sont des affaissements et effondrements liés aux cavités souterraines (hors mines), des glissements de terrain et des tassements différentiels. Afin de mieux appréhender le risque d’affaissement de terrain, un inventaire national permet de localiser les éventuelles cavités souterraines sur la commune.

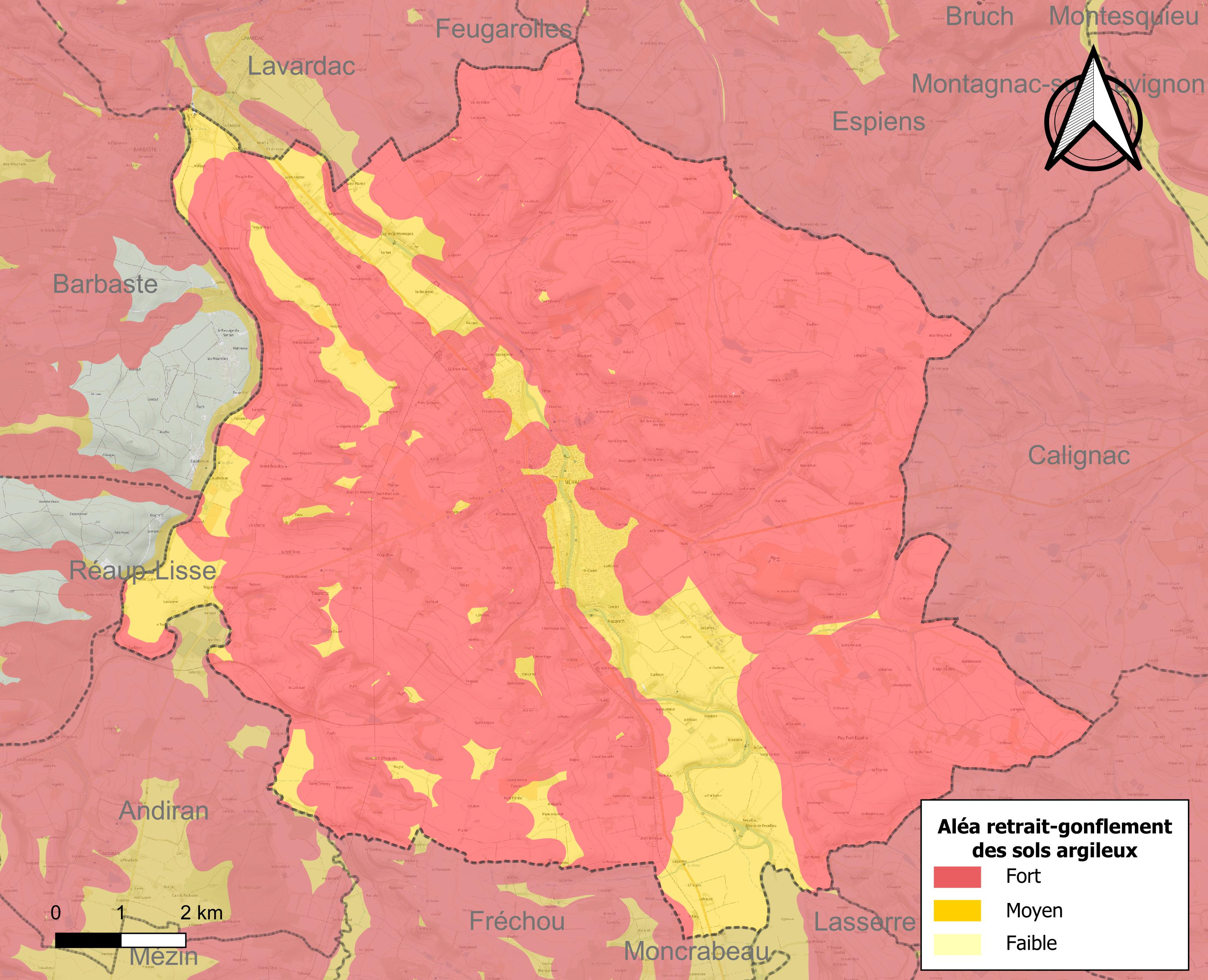
Carte des zones d'aléa retrait-gonflement des sols argileux de Nérac.

Le retrait-gonflement des sols argileux est susceptible d'engendrer des dommages importants aux bâtiments en cas d’alternance de périodes de sécheresse et de pluie. La totalité de la commune est en aléa moyen ou fort (91,8 % au niveau départemental et 48,5 % au niveau national). Depuis le 1er octobre 2020, en application de la loi ELAN, différentes contraintes s'imposent aux vendeurs, maîtres d'ouvrages ou constructeurs de biens situés dans une zone classée en aléa moyen ou fort,.
Concernant les mouvements de terrains, la commune a été reconnue en état de catastrophe naturelle au titre des dommages causés par la sécheresse en 1989, 1991, 1997, 2002, 2005, 2011 et 2017 et par des mouvements de terrain en 1999, 2009 et 2021.

#### Risque technologique
La commune est exposée au risque industriel du fait de la présence sur son territoire d'une entreprise soumise  à la directive européenne SEVESO, classée seuil haut : Sobegal SA (notamment pour l'emploi et le stockage de gaz inflammables liquéfiés et de l'utilisation d'installations de compression et utilisant des gaz inflammables).

## Toponymie
En Aquitaine (Gascogne et Guyenne) et Languedoc, on trouve de nombreux toponymes terminés en -ac(q). Le point commun est le suffixe -acum, d'origine gauloise, latinisé et adopté par les Gallo-Romains (ou Aquitano-Romains, en Aquitaine méridionale / future Gascogne) vers le IIe siècle,. Il désigne en général un domaine rural, précédé du nom du propriétaire du domaine. 
En Gaule romaine, période de l'Empire romain, soit jusqu'au Ve siècle, les noms de personne connus sont surtout latins. Pour Nérac, le nom de personne indiqué est Nerius,. Le suffixe -acum a aussi abouti à d'autres formes de terminaison, ailleurs.

## Histoire
Une villa gallo-romaine située à la Garenne y fut fouillée en 1832 sous la direction du sculpteur-faussaire Maximilien Théodore Chrétin, qui monta la fable d'une ville impériale du temps des Tetricus avec la complicité du Toulousain Du Mège.
L'apogée de la ville se situe au XVIe siècle, lorsque les seigneurs d'Albret, qui s'y étaient installés vers le XIe siècle (venant de Labrit, dans les Landes) deviennent rois de Navarre à la suite du mariage de Jean III d'Albret avec Catherine de Foix en 1484. Peu après, leur fils Henri II d'Albret épouse en 1527 Marguerite d'Angoulême, sœur de François Ier, une des premières écrivaines en langue française (Heptaméron). Elle attire à Nérac des humanistes et des écrivains (Lefèvre d'Etaples, Marot). Sa fille Jeanne d'Albret épouse Antoine de Bourbon (1548) et se convertit à la religion protestante.
Dans les années 1530 et suivantes, sous l’influence de Jeanne d'Albret, la population de Nérac se convertit au protestantisme, pour être entièrement huguenote au début des guerres de Religion. Après Angoulême, Calvin séjourne à Nérac en avril 1534 où il rencontre Jacques Lefèvre d'Étaples avant de rendre visite à Gérard Roussel, abbé de Clairac, et de résigner ses bénéfices le 4 mai 1534.
Charles IX passe dans la ville lors de son tour de France royal (1564-1566), accompagné de la cour et des Grands du royaume : son frère le duc d’Anjou, Henri de Navarre, les cardinaux de Bourbon et de Lorraine.
En 1572, Jeanne d'Albret et Catherine de Médicis, respectivement reine de Navarre (protestante) et reine de France (catholique) marient leurs enfants : Henri de Navarre et Marguerite de Valois. Décédée peu avant, Jeanne n'assiste pas à ces « noces de sang » . Il est possible que Catherine ait ordonné le massacre des chefs protestants le jour de la Saint Barthélemy profitant de leur venue à Paris mais cette hypothèse est sujette à controverse. Après ce funeste événement, elle retient son gendre au Louvre jusqu'en 1576.
Libéré, il rentre à Nérac et y tient en 1578-1579 avec Catherine de Médicis les conférences d'où sortira l'édit de Nérac.
Plus tard, Henri de Navarre-Bourbon-Albret devient roi de France sous le nom d'Henri IV, après qu'Henri III est mort sans descendance (1589). Lorsque les portes de Paris s'ouvrirent à Henri, celles de la renommée se refermèrent pour Nérac.
La ville se révolte sous Louis XIII et est prise par Henri de Mayenne en 1621 ; ses fortifications sont rasées.
Au XVIIIe siècle, elle connaît une prospérité économique grâce au commerce des farines-minots en direction des « Isles d'Amérique » (Saint-Domingue). Au XIXe siècle, elle voit les débuts du baron Haussmann qui en est le sous-préfet de 1832 à 1840, de l'écrivaine George Sand et d'Armand Fallières qui fut maire, conseiller général et député de Nérac dans les années 1871-1880.

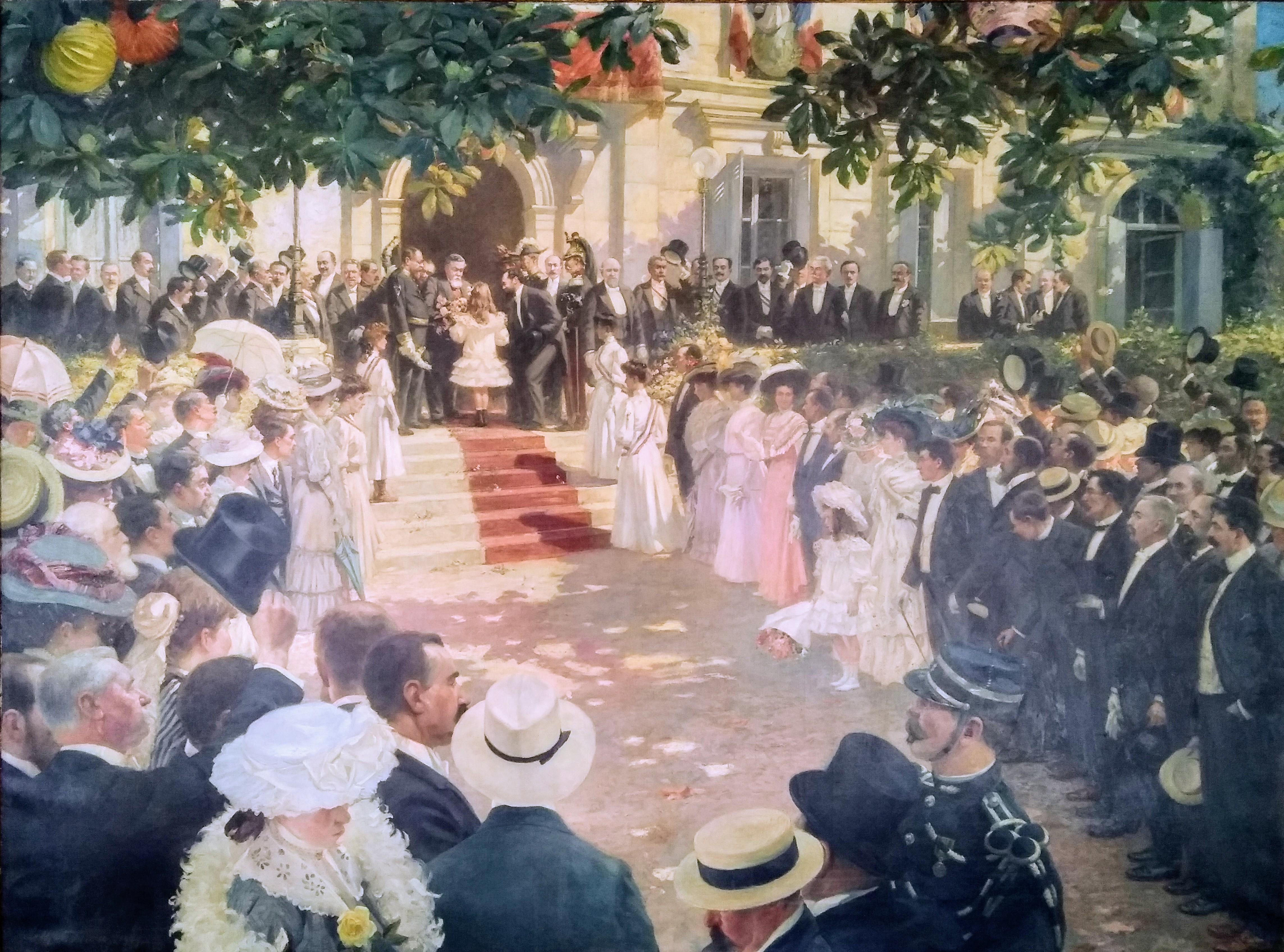
Étienne Mondineu, Réception du président Fallières à la sous-préfecture de Nérac, 1909.

Une très importante communauté italienne s'est installée à Nérac à partir des années 1920.
Du 28 juin au 6 juillet 1940, l'amirauté française s'est installée à Nérac.
Repliée à Bordeaux avec le gouvernement lors de la débâcle de juin 1940, elle a cherché à gagner rapidement la zone libre définie dans l'armistice du 22 juin. Or Vichy n'avait pas été encore choisie comme capitale du nouveau régime qui allait porter son nom. L'amirauté stationna donc à Nérac quelques jours. Le bureau de poste fut ainsi réquisitionné par l'amiral Le Luc qui la commandait.
En 1948, la commune voit naître la société Lou Gascoun, productrice de pâtés et de plats cuisinés du sud-ouest.

### Les Templiers et les Hospitaliers
La commanderie d'Argentens fut fondée en 1155, lorsque Arnaud d'Argentens qui, « préférant l'abjection dans la maison du seigneur à l'habitation sous la tente des pécheurs », a fait don de ce qu'il possédait aux Frères du Temple représentés par Augier de Bédeisan, maître en Gascogne, à savoir tous les biens et les droits qu'il possédait dans la ville de Nérac ou à l'extérieur, en particulier le fief qui se trouvait autour de l'église de Sainte-Marie d'Argentens. La commanderie est mentionnée vers 1159.
L'établissement templier de Puy Fort Éguille, également désigné Puyfortaiguille, dépendait de la commanderie d'Argentens.
À la fin du XIIe siècle, on voit les seigneurs du lieu, Arnaud Sanz , Folquet du Puy, Armand d'Arricalau, Guillaume de Miron, Bernard du Puy et Reine sa femme, se dessaisir de leurs droits et du dîmaire sur Puy-Fort-Éguille au profit de la commanderie d'Argentens. En 1260, les droits de la commanderie d'Argentens sur le lieu se sont accrus par la donation des chevaliers Bertrand et Folquet de Savignac faite au commandeur Bernard Guilhem d'Aspet. À cette occasion, le chambrier d'Argentens paie 7 sols morlans pour l'amortissement du fief à Jean de Vaillet, bailli du comte de Poitiers et comte de Toulouse.
La juridiction de Puy-Fort-Éguille par les Templiers est contestée par Mathe d'Albret, fille d'Amanieu VI d'Albret, et tutrice de ses nièces, filles de feu Bernard Ezi IV, sire d'Albret entre 1270 et 1281. Le commandeur d'Argentens et maître de l'Agenais, Pierre de Sombrun, y ayant été autorisé, il entame des discussions avec Mathe d'Albret. Un accord de paréage est passé le 5 octobre 1283. Les filles de Bernard-Ezy partagent la juridiction haute, moyenne et basse avec la commanderie d'Argentens. En 1286, Amanieu VII d'Albret reconnaît tenir du roi d'Angleterre, duc d'Aquitaine, le factum Podio fortis acus, Puy-Fort-Éguille.
Malgré cet acte de paréage, les seigneurs d'Albret ont continué à avoir des prétentions sur Puy-Fort-Éguille. En 1327, c'est le sénéchal d'Agenais qui fait occuper Puy-Fort-Éguille mais doit le rendre au commandeur hospitalier d'Argentens, car, après la dissolution de l'ordre du Temple, les biens ont été dévolus aux Hospitaliers de l'ordre de Saint-Jean de Jérusalem en 1315.
Nérac devient ville tenue par les protestants au XVIe siècle. Puy-Fort-Éguille a dû subir des attaques car en 1650, dans le procès-verbal de visite, l'établissement est dit en ruines.
En 1563, le roi de France prend un édit ordonnant une aliénation de biens ecclésiastiques pour la somme de 100 000 écus de rente. Pour pouvoir payer sa part, le prieur de Toulouse vend la maison de Puy-Fort-Éguille avec pacte de rachat. Elle est alors achetée par Jeanne de Navarre, mais un an plus tard le commandeur d'Argentens rachète Puy-Fort-Éguille.
En 1599, la juridiction de Puy-Fort-Éguille appartient en entier au commandeur d'Argentens.
La commanderie de Puy Fort Éguille, comprenant l'église Saint-Jean-Baptiste, l'ancien logis, le sol de l'ancienne cour intérieure et de l'ancien pigeonnier, a été inscrit au titre des monuments historiques le 30 mai 2006.
En 1650, la commanderie comprend une église, deux maisons, une métairie et ses annexes. L'église a été agrandie au XVIIe siècle.

## Politique et administration

### Tendances politiques et résultats
De 2002 à 2012, Nérac a toujours suivi la tendance nationale générale aux élections présidentielles, législatives, régionales et municipales. Bastion du centre-droit et de la droite républicaine Nérac a été une ville de droite pendant 25 ans (1983-2008) mais depuis 2008 la ville est passée à gauche. La ville a voté « Non » aux référendums européens de 1992 (51,38 %) et de 2005 (57,74 %) mais elle a voté pour le « Oui » pour le référendum constitutionnel de 2000 (73,93 %).
- Résultats :

Présidentielles 2002 1er tour :
Jean-Marie Le Pen 18,69 %
Jacques Chirac 18,66 %
Lionel Jospin 14,72 %
Jean Saint Josse 8,81 %
François Bayrou 7,17 %
Robert Hue 5,36 %
Arlette Laguillier 4,40 %
Noël Mamére 4,24 %
Jean-Pierre Chevènement 3,99 %
Olivier Besancenot 3,75 %
Alain Madelin 2,98 %
Bruno Mégret 2,79 %
Christiane Taubira 1,97 %
Christine Boutin 1,50 %
Corinne Lepage 1,34 %
Daniel Gluckstein 0,22 %

2nd Tour:
Jacques Chirac 79,19 %
Jean-Marie Le Pen  20,81 %
Présidentielles 2007 1er tour :
Nicolas Sarkozy 27,15 %
Ségolène Royal 24,48 %
François Bayrou 21,67 %
Jean-Marie Le Pen 11,31 %
Olivier Besancenot 3,89 %
Marie-Georges Buffet 3,76 %
Frédéric Nihous 2,07 %
Philippe de Villiers 1,07 %
José Bové 1,39 %
Dominique Voynet 1,20 %
Arlette Laguillier 0,89 %
Gérard Schivardi 0,48 %

2d tour:
Nicolas Sarkozy 52,30 %
Ségolène Royal 47,70 %
Présidentielles 2012 1er tour :
François Hollande 27,80 %
Nicolas Sarkozy 26,33 %
Marine Le Pen 17,93 %
Jean-Luc Melenchon 13,79 %
François Bayrou 9,25 %
Éva Joly 1,90 %
Nicolas Dupont-Aignan 1,33 %
Philippe Poutou 0,92 %
Nathalie Arthaud 0,48 %
Jacques Cheminade 0,27 %

2d tour :
François Hollande 52,91 %
Nicolas Sarkozy   47,09 %
Législatives 2002 1er tour :
Alain Veyret 28,10 %
Jean Dionis du Séjour 26,64 %
Jean-Marie Simon 13,52 %
Christine Bondifanti-Dossat 12,92 %
Joëlle Ferrer 5,98 %
Alain Bouderet 2,32 %
Jean-Michel Feyte 2,24 %
Francis Fuchs 2,01 %
Gilles Boyer 1,72 %
Jocelyne Veillon 1,58 %
Eddy Marsan 0,75 %
Jules Bambaggi 0,69 %
Didier Gusse 0,62 %
Claire Delyfer 0,52 %
Bernard Simonti 0,46 %
Jean-Luc Granet 0,29 %
Mario Rizzo 0,06 %
Michel Soudieux 0,00 %

2d tour :
Jean Dionis du Séjour 54,68 %
Alain Veyret           45,32 %
Législatives 2007 1er tour :
Jean Dionis du Séjour 47,79 %
Christian Dezalos 24,86 %
Andrés Maziére 9,74 %
Richard Sanchis 4,51 %
Rose-Marie Schmitt 3,12 %
Édouard Delorme 2,46 %
Bruno Imhaus 2,40 %
Dominique Lapaillerie 1,99 %
Gabriel Carrere 1,42 %
Jean-Louis Delestrae 0,95 %
Jules Bambaggi 0,75 %

2d tour :
Jean Dionis du Séjour 56,12 %
Christian Dezalos 43,88 %
Législatives 2012 1er tour :
Jean Dionis du Séjour 32,12 %
Patrice Dufau 19,85 %
Lucette Lousteau 18,02 %
Hélène Collet 12,97 %
Alain Veyret 09,45 %
Christine Bondifanti-Dossat 2,72 %
Maryse Combres 2,26 %
Bruno Dubos 1,41 %
Daniel Soulignac 0,70 %
Fanny Quandalle 0,31 %
Vladimir Belmon 0,18 %

2d tour :
Lucette Lousteau 51,22 %
Jean Dionis du Séjour  48,78 %
Référendum européen 1992 :
Non 51,38 %
Oui 48,02 %
Référendum constitutionnel  2000 :
Oui 73,93 %
Non 26,07 %
Référendum européen 2005 :
Non 57,76 %
Oui 42,26 %
Régionales 2004 1er Tour :
Liste Alain Rousset 29,73 %
Liste Jacques Colombier 18,43 %
Liste François Bayrou 17,71 %
Liste Xavier Darcos 16,44 %
Liste Jean Saint Josse 6,63 %
Liste Annie Guilhammet 6,57 %
Liste Martine Mailfert 4,49 %

2d tour :
Liste Alain Rousset 46,26 %
Liste Xavier Darcos 34,74 %
Liste Jacques Colombier 19,00 %
Régionales 2010 1er tour :
Liste Alain Rousset 29,76 %
Liste Xavier Darcos 24,36 %
Liste Jacques Colombier 11,31 %
Liste Monique de Marco 10,49 %
Liste Gérard Boulanger 9,79 %
Liste Jean Lassalle 9,05 %
Liste Philippe Poutou 2,33 %
Liste Michel Chrétien 2,18 %
Liste Nelly Malaty 0,74 %
Liste Xavier-Philippe Larrale 0,00 %
Liste  Jean Tellechea  0,00 %

2d tour :
Liste Alain Rousset 53,18 %
Liste Xavier Darcos 32,40 %
Liste Jean Lassalle 14,42 %
Municipales 2008 1er tour :
Liste Nicolas Lacombes 50,91 %
Liste Gabriel Chazallon 44,25 %
Liste Sylvie Navarrete 4,44 %

### Liste des maires

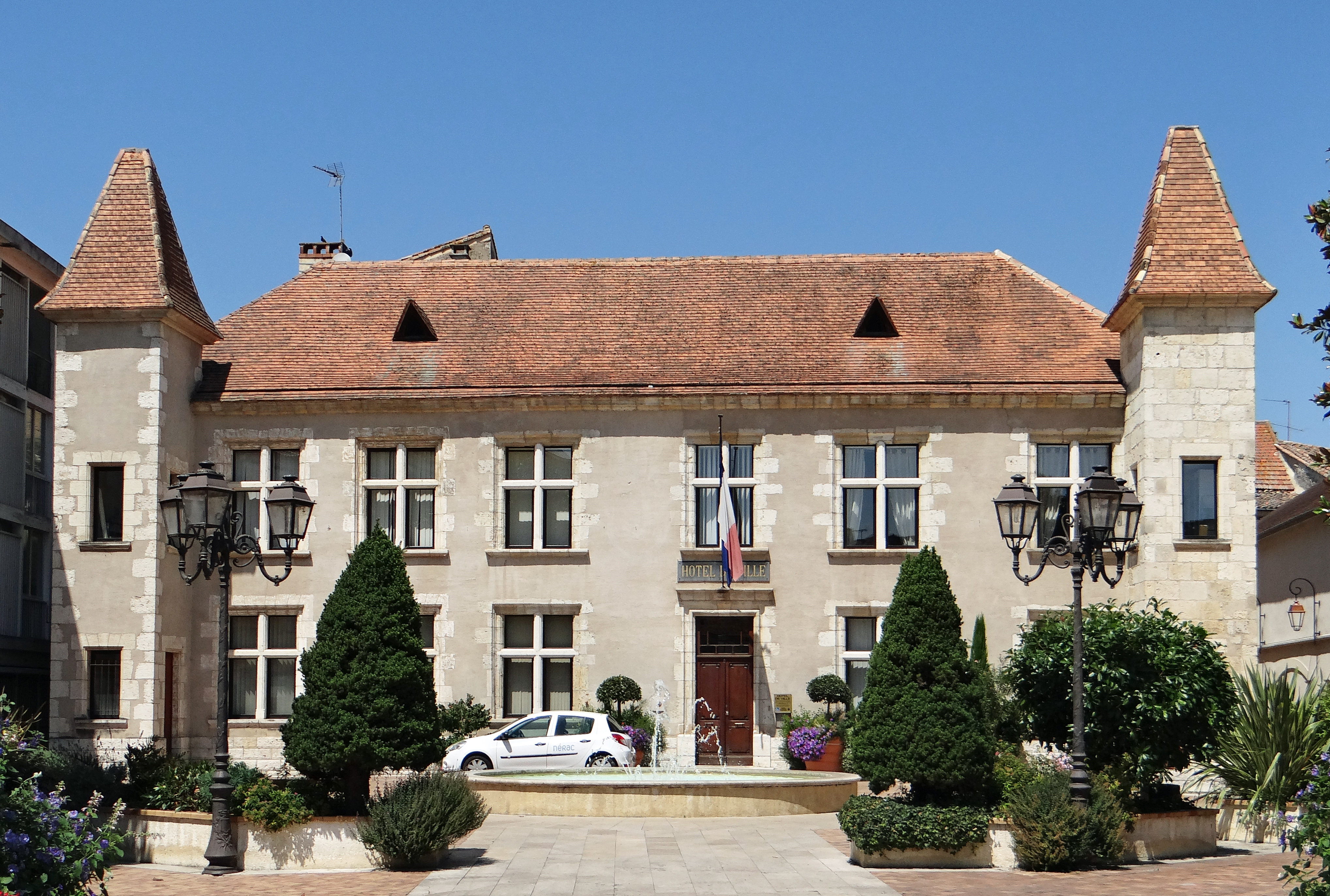
La mairie.

### Jumelages

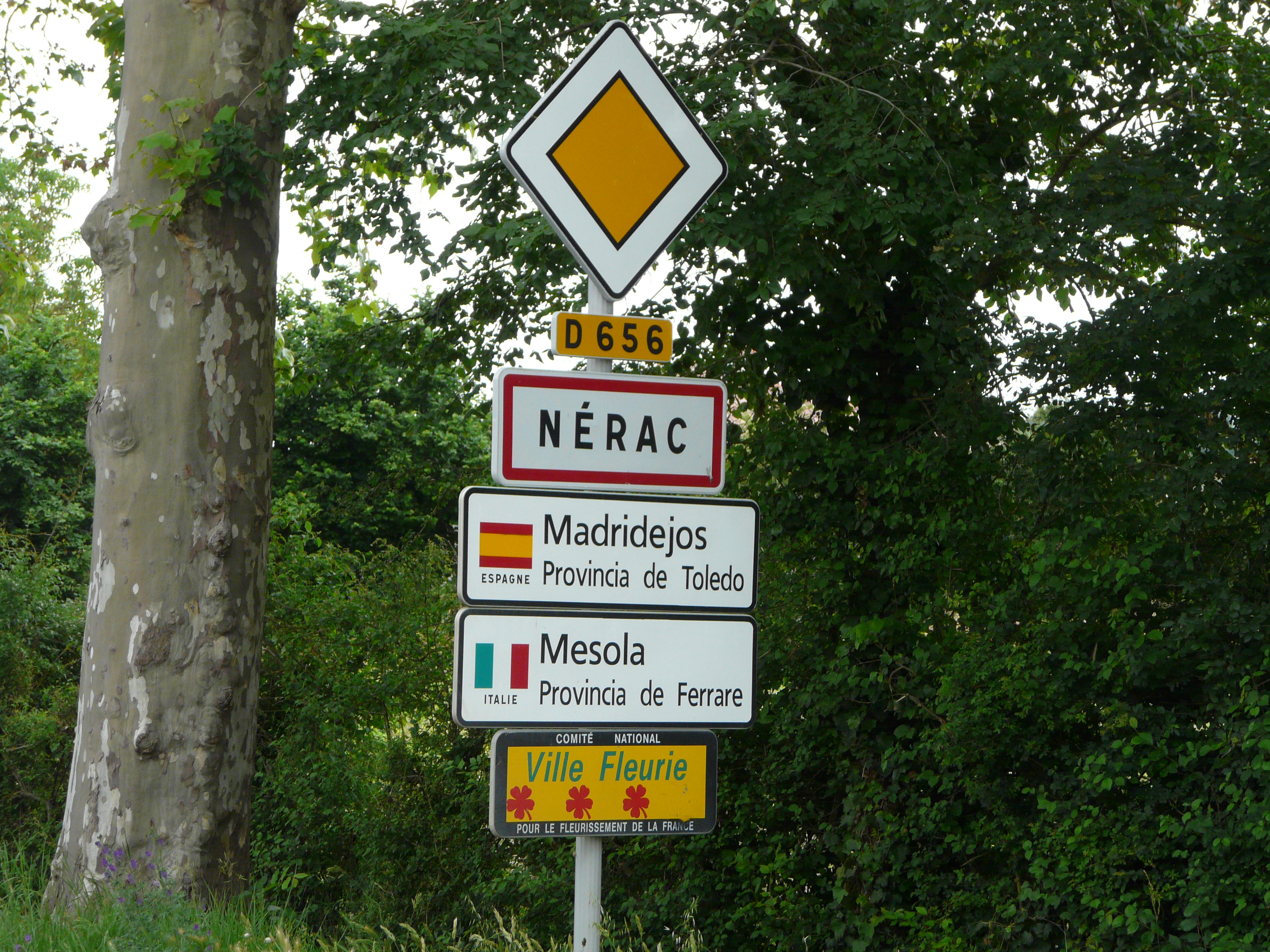
Panneau des jumelages de Nérac.

- Madridejos (Espagne) depuis le 6 mai 1995.
- Mesola (Italie) depuis 2007.

### Politique environnementale
Dans son palmarès 2024, le Conseil national de villes et villages fleuris de France a attribué trois fleurs à la commune.

## Population et société

### Démographie
L'évolution du nombre d'habitants est connue à travers les recensements de la population effectués dans la commune depuis 1793. Pour les communes de moins de 10 000 habitants, une enquête de recensement portant sur toute la population est réalisée tous les cinq ans, les populations de référence des années intermédiaires étant quant à elles estimées par interpolation ou extrapolation. Pour la commune, le premier recensement exhaustif entrant dans le cadre du nouveau dispositif a été réalisé en 2007.

En 2022, la commune comptait 6 937 habitants, en évolution de +0,57 % par rapport à 2016 (Lot-et-Garonne : −0,18 %, France hors Mayotte : +2,11 %).
| 1793  | 1800  | 1806  | 1821  | 1831  | 1836  | 1841  | 1846  | 1851  |
| ----- | ----- | ----- | ----- | ----- | ----- | ----- | ----- | ----- |
| 5 278 | 5 587 | 5 769 | 5 957 | 6 327 | 6 603 | 7 153 | 7 166 | 7 194 |

| 1856  | 1861  | 1866  | 1872  | 1876  | 1881  | 1886  | 1891  | 1896  |
| ----- | ----- | ----- | ----- | ----- | ----- | ----- | ----- | ----- |
| 7 254 | 7 283 | 7 717 | 7 919 | 7 586 | 7 429 | 7 826 | 6 909 | 6 683 |

| 1901  | 1906  | 1911  | 1921  | 1926  | 1931  | 1936  | 1946  | 1954  |
| ----- | ----- | ----- | ----- | ----- | ----- | ----- | ----- | ----- |
| 6 435 | 6 318 | 6 279 | 5 993 | 5 827 | 5 821 | 5 929 | 5 989 | 6 255 |

| 1962  | 1968  | 1975  | 1982  | 1990  | 1999  | 2006  | 2007  | 2012  |
| ----- | ----- | ----- | ----- | ----- | ----- | ----- | ----- | ----- |
| 6 417 | 7 061 | 7 156 | 6 828 | 7 015 | 6 787 | 6 885 | 6 877 | 7 086 |

| 2017  | 2022  | - | - | - | - | - | - | - |
| ----- | ----- | - | - | - | - | - | - | - |
| 6 827 | 6 937 | - | - | - | - | - | - | - |

### Culture
- Médiathèque[53] ;
- Château-musée Henri IV ;
- Galerie des Tanneries ;
- Rencontres Chaland : depuis 2008, la ville historique de Nérac est également le lieu de rendez-vous annuel des Rencontres Chaland, festival de bande dessinée organisé en début d'automne et qui rend hommage à Yves Chaland, dessinateur ayant vécu à Nérac.

### Sports
- un club de rugby à XV, l'Union sportive néracaise (USN) aux couleurs noir et jaune, évoluant dans le championnat de France de rugby à XV de 3e division fédérale pour la saison 2019/2020 ;
- un club de football amateur évoluant en Promotion d'Honneur (Football Club Nérac Albret (FCNA) (vert et blanc)) ;
- un club d'athlétisme, l'Athlétic club des jeunes de Nérac ;
- un club de badminton, Les Volants d'Albret ;
- un club de handball (Nérac handball Club (NHBC)).

### Loisirs
- Piscine couverte
- Parc Aquatique Lud'O Parc

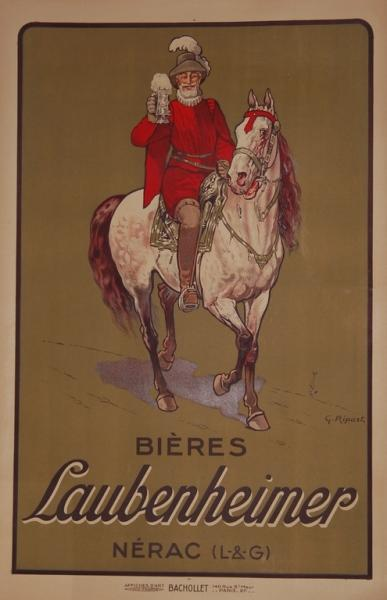
Marque de bière fabriquée à Nérac dans les années 1920 (affiche de Georges Ripart, Musée du château de Pau).

- Marché nocturne Saveurs et Guinguettes (seulement de juillet à septembre les mardis soir à partir de 19 h)
- Promenade sur la Baïse ("Les Croisières du Prince Henry")
- Marché de Nérac (Toute l'année les samedis de 8 h à 13 h)
- Fête foraine (du premier vendredi du mois de mai au premier lundi du mois de mai) avec des diverses animations telle que les courses landaises, le lâcher de vachettes etc.
- Fête des fleurs (deuxième fin de semaine du mois de mai).
- Visite nocturne de la ville de Nérac avec Janouille la Fripouille (seulement l'été (juillet et août) le mercredi soir de 21 h à 23 h) pour tous public (parents, enfants et personnes âgées).
- La Garenne Partie (différentes activités) début avril.
- Grande fête du terroir de l'Albret(fêtes du terroir sur le thème du vin et de la gastronomie avec des bandas, des repas dans le centre-ville (restaurants), des buvettes et jeux de tonneau sur la Baïse (la première fin de semaine du mois août)).
- Foire du neuf et l'occasion (Foire d'automne)(dernier vendredi, samedi et dimanche du mois de septembre).
- Vide-grenier (variable).

## Économie
- Agriculture : grandes cultures (céréales, oléagineux), melons, fraises …
- Industrie : Babcock Wanson (chaudières industrielles).
- Tertiaire : sous-préfecture, lycées, collège.
- Artisanat : chocolaterie artisanale « La Cigale ».
- Antenne de la Chambre de commerce et d'industrie de Lot-et-Garonne.

## Culture locale et patrimoine

### Lieux et monuments

#### Édifices civils
- Ruines romaines de Nérac
- Commanderie d'Argentens.
- Commanderie de Puy Fort Éguille.

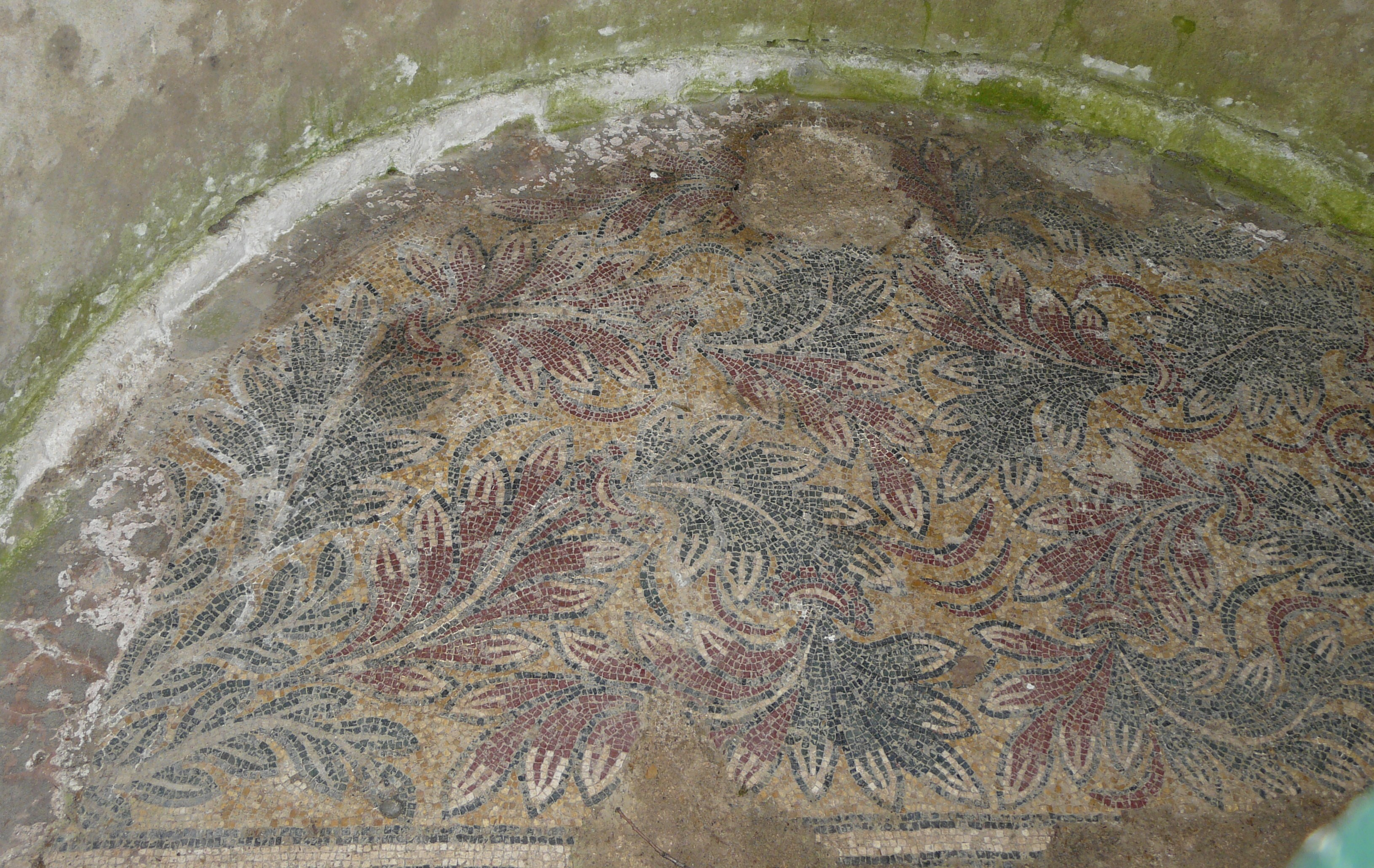
Mosaïques romaines de Nérac.

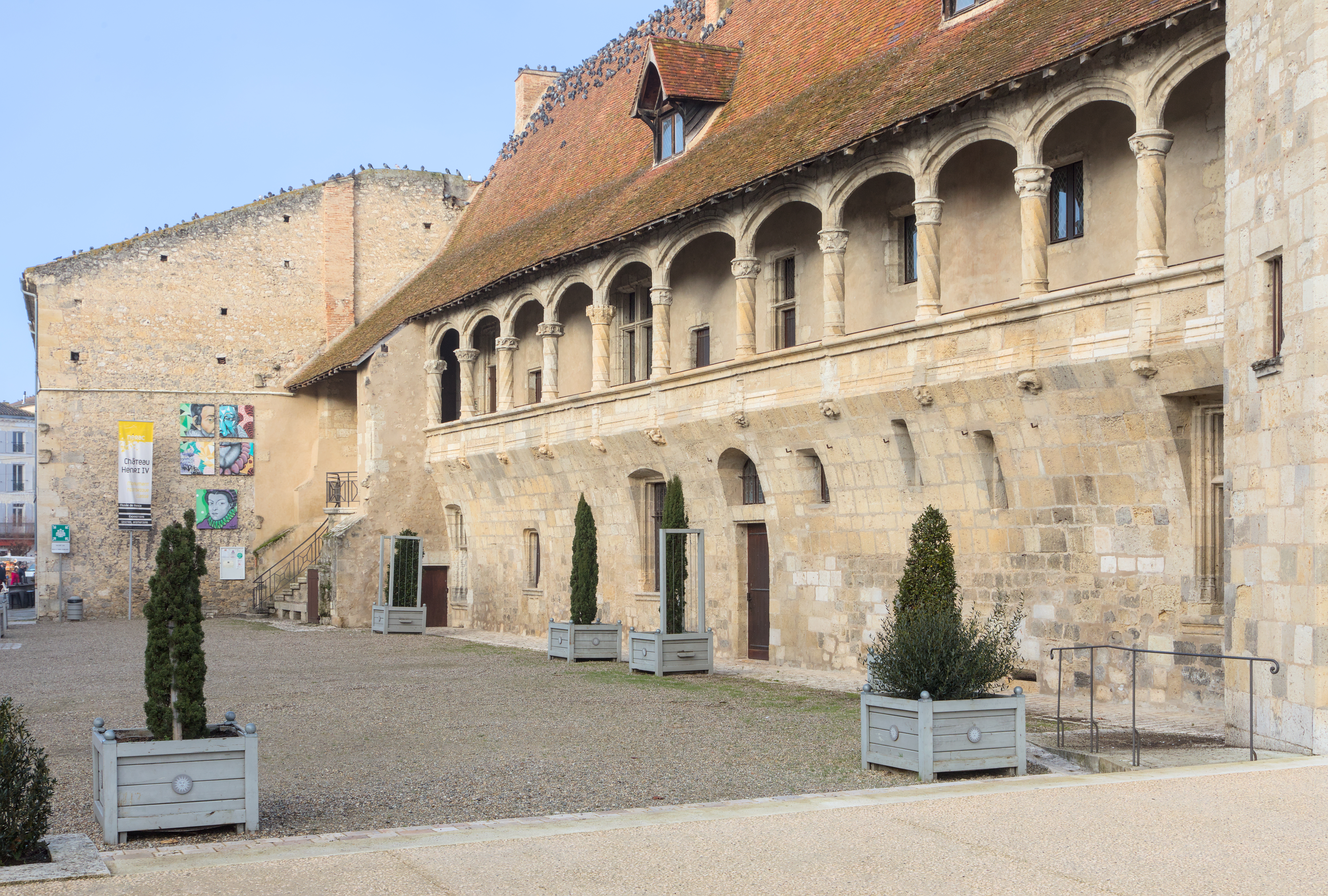
Château de Nérac, cour de la maison d'Albret.

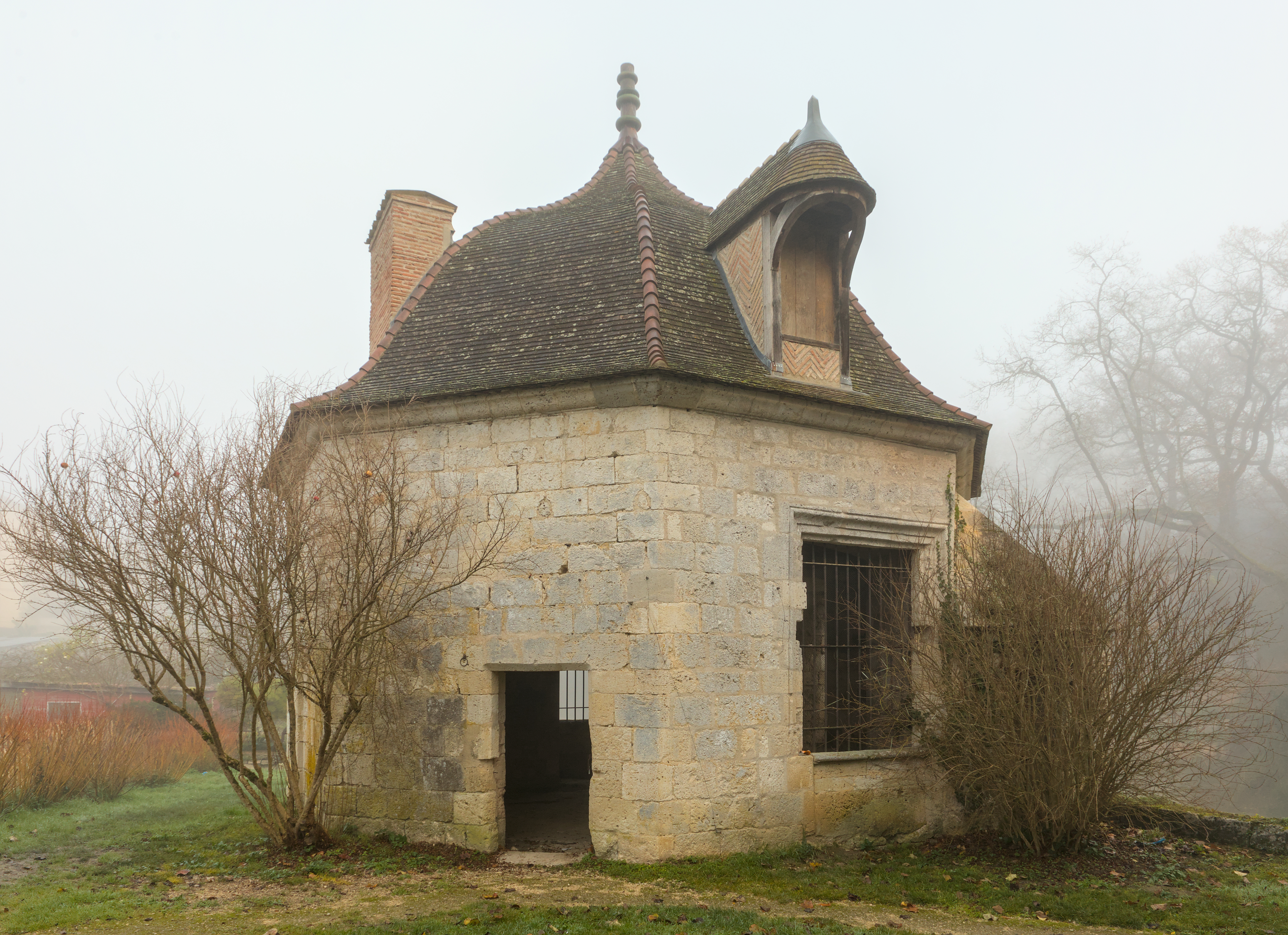
Pavillon des Bains du Roi.

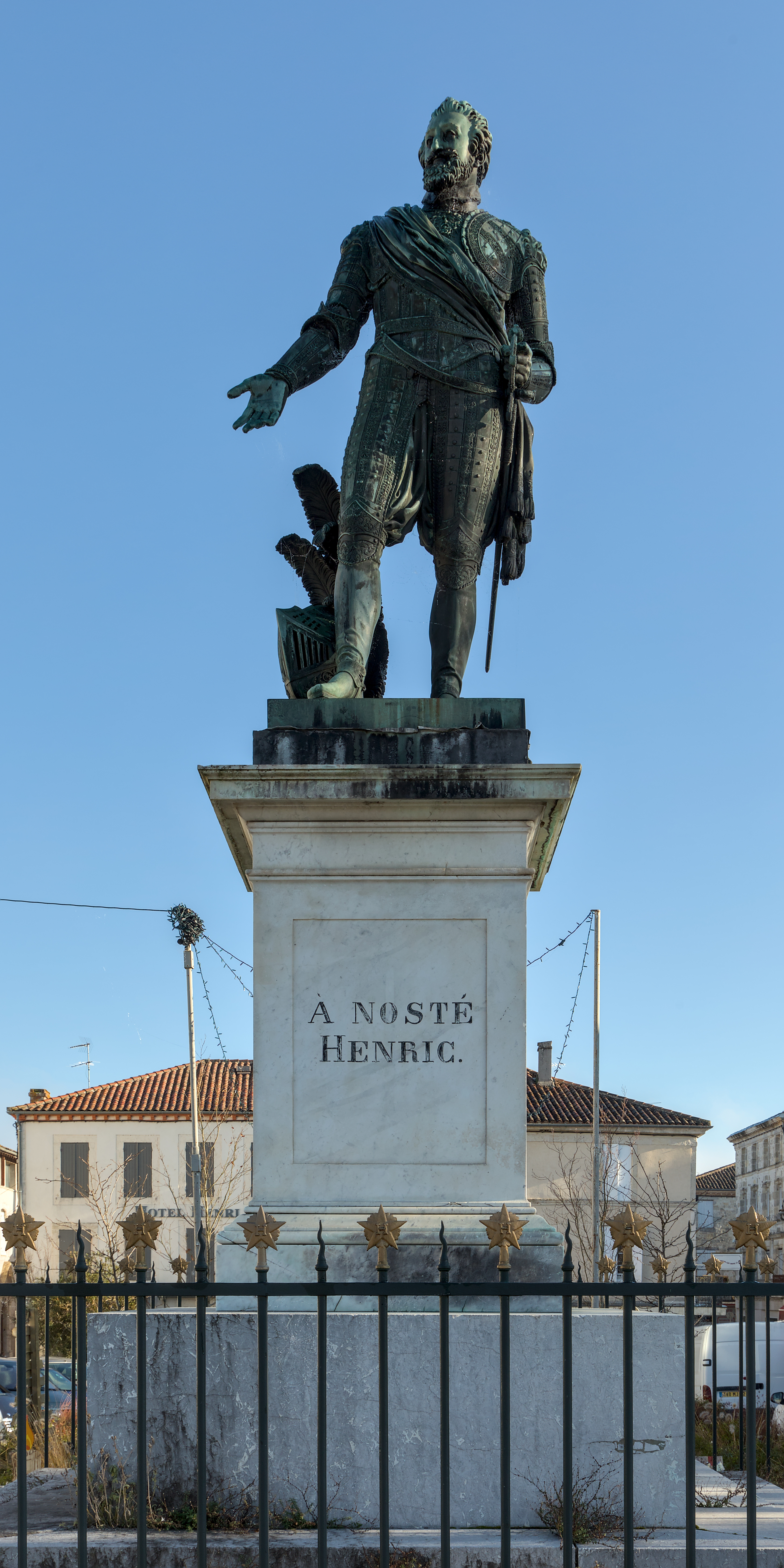
Statue d'Henri IV, place du général Leclerc.

- Ruines du vieux château de Nazareth au bout du parc de la Garenne.
- Château de Nérac Le château-musée des Albret.
- Maison des Conférences.
- Pavillon des Bains du Roi.
- Maison de Sully. (Maximilien de Béthune (duc de Sully))
- Hôtel des Présidents[54].
- Maison Fallières, 65 rue Gambetta[55].
- Maison Darlan, 59 rue Gambetta[56].
- Hôtel du XVIIe siècle, 25 rue Puzoque[57].
- Hôtel de Brazalem du XVIe siècle, 22 rue Puzoque[58].
- Centre Haussmann, 10 place Armand Fallières[59].
- Pont-Vieux.
- Pont Neuf[60].
- Quais de la Baïse.
- Promenade de la Garenne[61].
- Fleurette de Nérac, statue de Daniel Campagne (1896, parc de la Garenne de Nérac).
- Vieux Nérac.
- île près du Pont Vieux.
- Belvédère.
- Monastère Sainte-Claire, fondé en 1358. La communauté de clarisses a été restaurée en 1935.
- Couvent.
- Rue Puzoque.
- Mairie actuelle et la rue de l'ancienne Mairie[62].
- Mairerie de Nérac, ancienne maison commune[63].
- Gare terminus du Train touristique de l'Albret, ligne Nérac-Mézin[64].
- Statue d'Henri IV.
- Statue en bronze du physicien Jacques de Romas, inventeur du principe du paratonnerre[65].
- Pont de Tauziète.
- Château de Lagrange-Monrepos.
- Château de Hordosse.
- Château de Douazan.
- Château de Bournac.
- Château de Seguinot
- La salle des Conférences : salle où a été signée l'édit de Nérac en 1579.
- Minoterie de Nérac, ancien moulin, quai de Lusignan[66].
- Château de Nazareth.

#### Édifices religieux

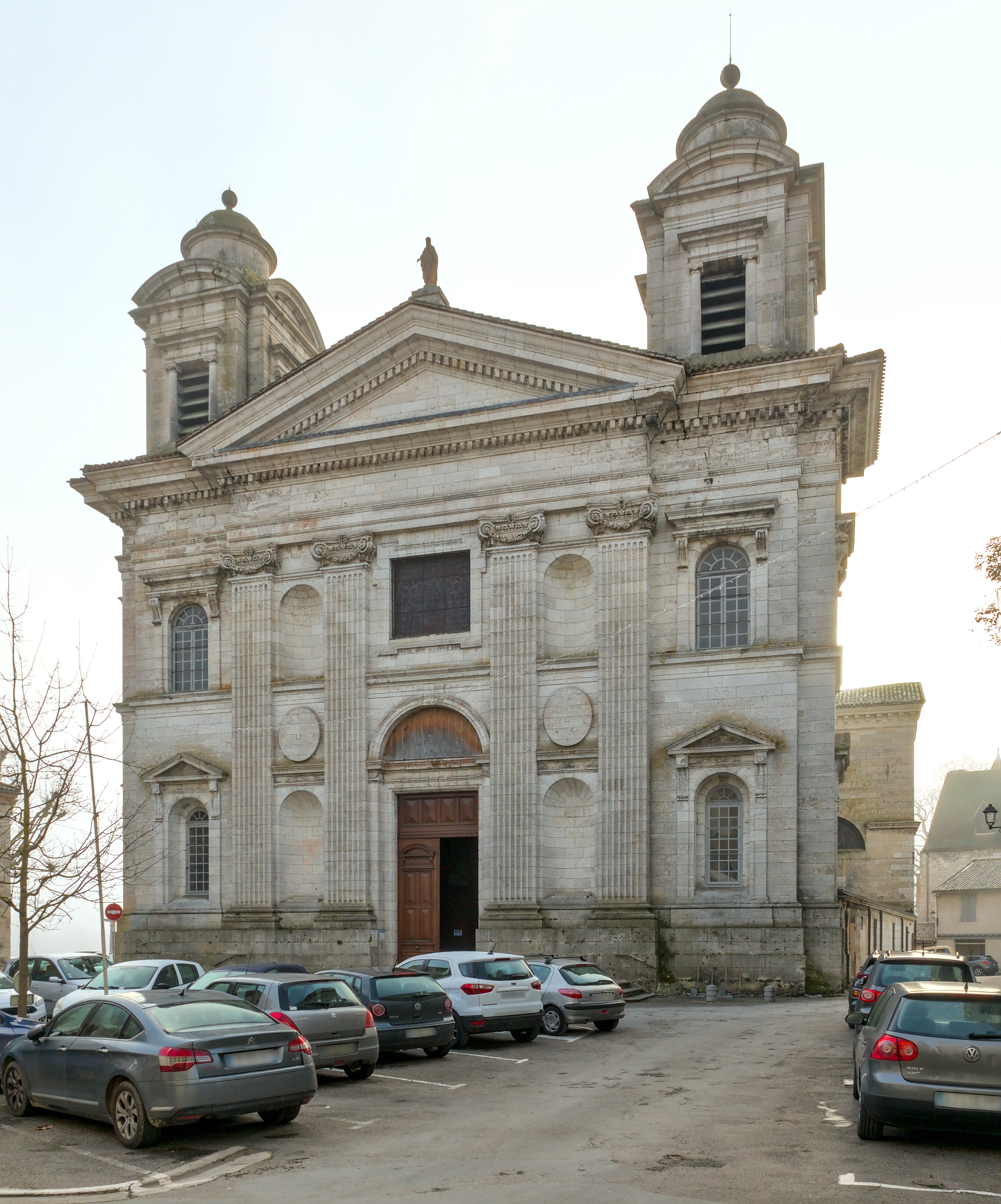
Église Saint-Nicolas.

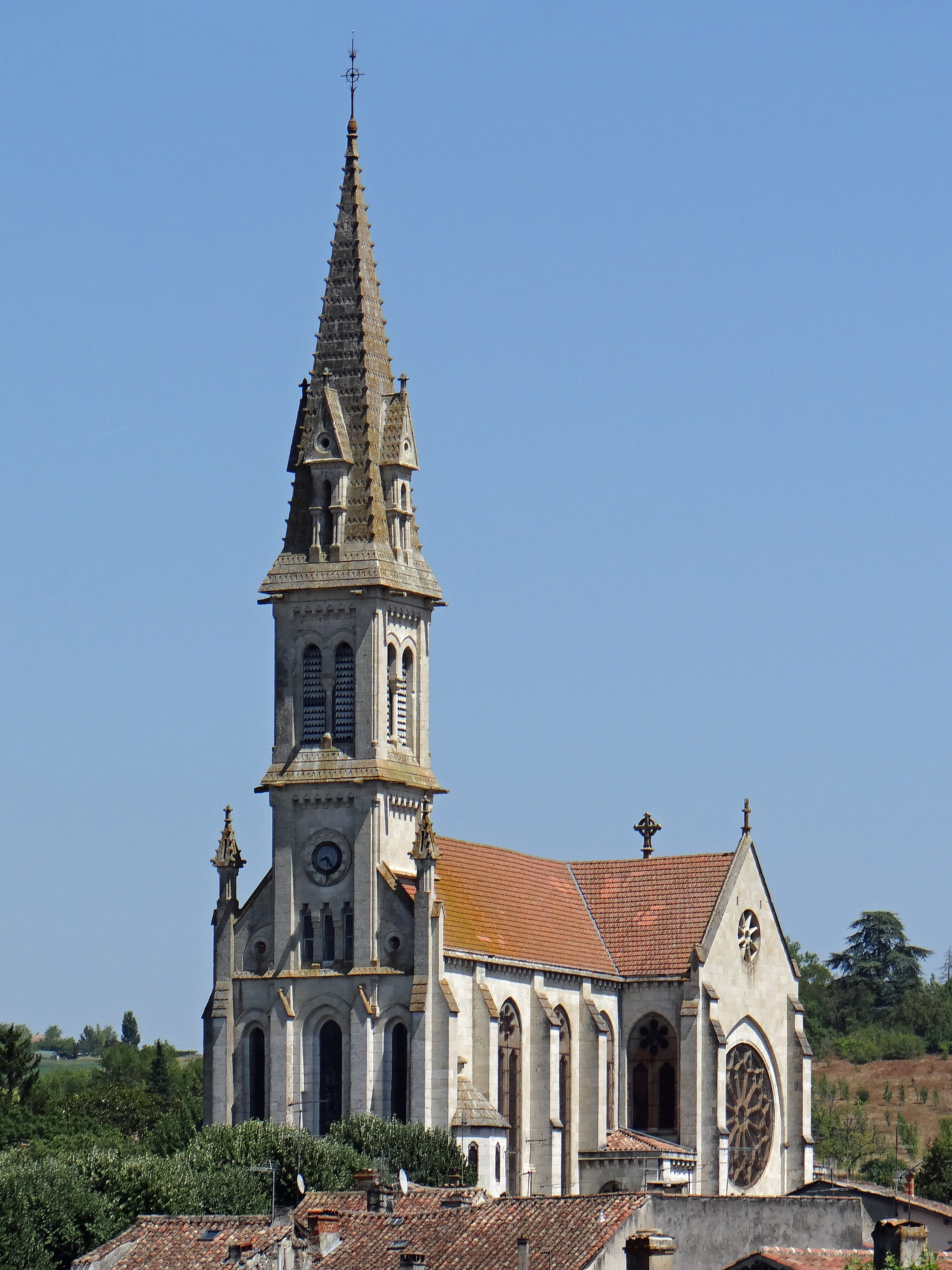
Église Notre-Dame de Nérac

- Église Saint-Nicolas, place Saint-Nicolas. L'édifice a été classé au titre des monuments historiques en 1988[67].
- Église Notre-Dame, place Saint-Marc[68]. Elle est inscrite à l'Inventaire général du patrimoine culturel[68].
- Église Notre-Dame de Bréchan.
- Église Saint-Jean-Baptiste d'Asquets.
- Église Saint-Jean-Baptiste du Puy Fort Éguille.
- Temple protestant de Nérac, allée d'Albret, construit en 1858 d'après les plans de Victor Baltard[69].
- Salle du royaume, rue Ferréol.

### Personnalités liées à la commune
- Maison d'Albret
- Jean Poton de Xaintrailles, gentilhomme de Gascogne, maître de l’Écurie du roi, bailli de Berry et sénéchal du Limousin, prit part à la Guerre de Cent Ans et en particulier à la bataille de Verneuil (1424).
- Clément Marot (1496-1544), poète, favori de Marguerite de Navarre.
- Jean Calvin (1509-1564) a été l'un des protégés de Marguerite de Navarre.
- Fleurette de Nérac, maîtresse du futur Henri IV.
- Jacques de Romas, physicien, né à Nérac le 13 octobre 1713. Le 7 juin 1753, il fit sa première expérience de cerf-volant électrique sur la route de Mézin[70].
- Charles François Laffite, homme politique né le 13 novembre 1798 à Nérac (Lot-et-Garonne) et décédé le 22 mai 1880 à Calignac (Lot-et-Garonne).
- Le baron Haussmann (1809-1891) fut sous-préfet de Nérac de 1832 à 1839.
- Louis Fargue (1827-1910), ingénieur hydrologue français.
- Armand Fallières (1841-1931), maire de Nérac, député de Lot-et-Garonne, ministre puis président de la République française.
- Frédéric Labadie-Lagrave, médecin, auteur et traducteur (1844-1917), né à Nérac le 16 août 1844[71].
- Gabriel Roques (1851-1915), caricaturiste bordelais, né à Nérac.
- Louis Lagasse (1860-1940), homme politique, maire de Casteljaloux, député du Lot-et-Garonne de 1898 à 1902 et de 1906 à 1910.
- Louis Raffy (1868-1931), organiste, compositeur, auteur d'une Méthode pour harmonium[72].
- Paul Courrent (1872-1966), député de la IIIe République (1928-1940).
- François Darlan (1881-1942) (« l'amiral Darlan »), amiral et homme politique français, né à Nérac, fils d'un maire de Nérac[73].
- Victor Griffuelhes, syndicaliste, secrétaire général de la CGT de 1902 à 1909, né à Nérac en 1874[74].
- René-Léon Bourret, géologue et zoologiste, né à Nérac en 1884.
- Michel Polnareff, auteur, compositeur, interprète, né à Nérac le 3 juillet 1944.
- Philippe Uminski, auteur, compositeur, interprète.
- Michel Françoise, auteur, compositeur, interprète.
- Maximilien Théodore Chrétin, sculpteur-faussaire.
- Michel Périn, né à Nérac en 1947, coureur professionnel ayant participé à sept Tours de France.
- Annie Grégorio, actrice, née à Nérac le 4 avril 1957.
- Yves Chaland, scénariste et dessinateur de bande dessinée, né à Lyon le 3 avril 1957 est originaire de Nérac où réside sa famille.
- Romain Humeau, chanteur et musicien du groupe Eiffel, a passé son enfance à Nérac.
- Marouane Chamakh, footballeur, y a passé une partie de sa scolarité.

### Patrimoine culturel

#### Gastronomie
- Invention de la recette moderne du foie gras[75].
- Spécialité : le melon et un gâteau nommé « le Soleil ».
- terrine de Nérac (pâté au gibier)

#### Cinéma
Plusieurs films et séries ont été tournés dans la commune en particulier :
- 1962 : Le Chevalier de Pardaillan de Bernard Borderie.
- 2016 : Gabber Lover, court métrage réalisé par Anna Cazenave Cambet.

### Héraldique
| Blason de Nérac | Blason  | D'azur au soleil d'or Devise / Cri"Sol justitiæ Christus" (Christ, soleil de justice) |
| Blason de Nérac | Détails | Le statut officiel du blason reste à déterminer.                                      |